# Brabham BT24
O  BT24  é o modelo da Brabham das temporadas de 1967, 1968 e 1969 da F1. O modelo foi conduzido por: Jack Brabham, Denny Hulme, Jochen Rindt, Dan Gurney, Kurt Ahrens, Sam Tingle e Silvio Moser.